# Segona Revolució Industrial

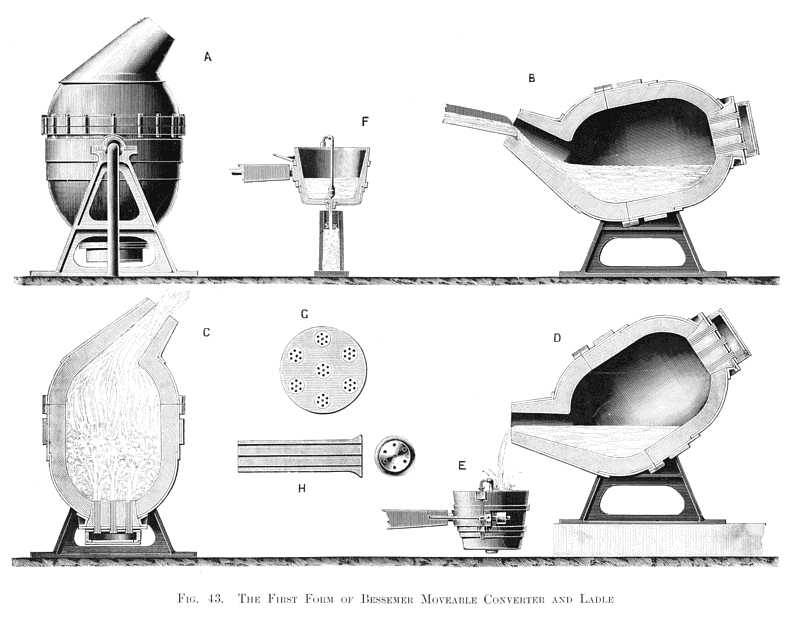
Un diagrama del convertidor Bessemer. L'aire buidat a través dels forats del fons del convertidor crea una reacció violenta en el ferro colat fos que oxida l'excés de carboni, convertint el ferro colat en ferro o acer pur, depenent del carboni residual.

La Segona Revolució Industrial, també coneguda com a Revolució Tecnològica, va ser una fase d'industrialització ràpida entre finals del segle xix i principis del segle xx. La Primera Revolució Industrial, que va finalitzar a la meitat del segle xix, es va veure marcada per una desacceleració en els invents importants abans de la Segona Revolució Industrial de 1870. Tot i que alguns dels seus esdeveniments característics es remunten a innovacions anteriors en la fabricació, com ara l'establiment de la indústria de la màquina eina, el desenvolupament de mètodes per a la fabricació de peces intercanviables, la invenció del procés Bessemer per produir acer i del procés Solvay de producció del carbonat de sodi, etc. La segona revolució industrial se situa generalment entre 1870 i 1914 (el començament de la Primera Guerra Mundial).

## Visió general

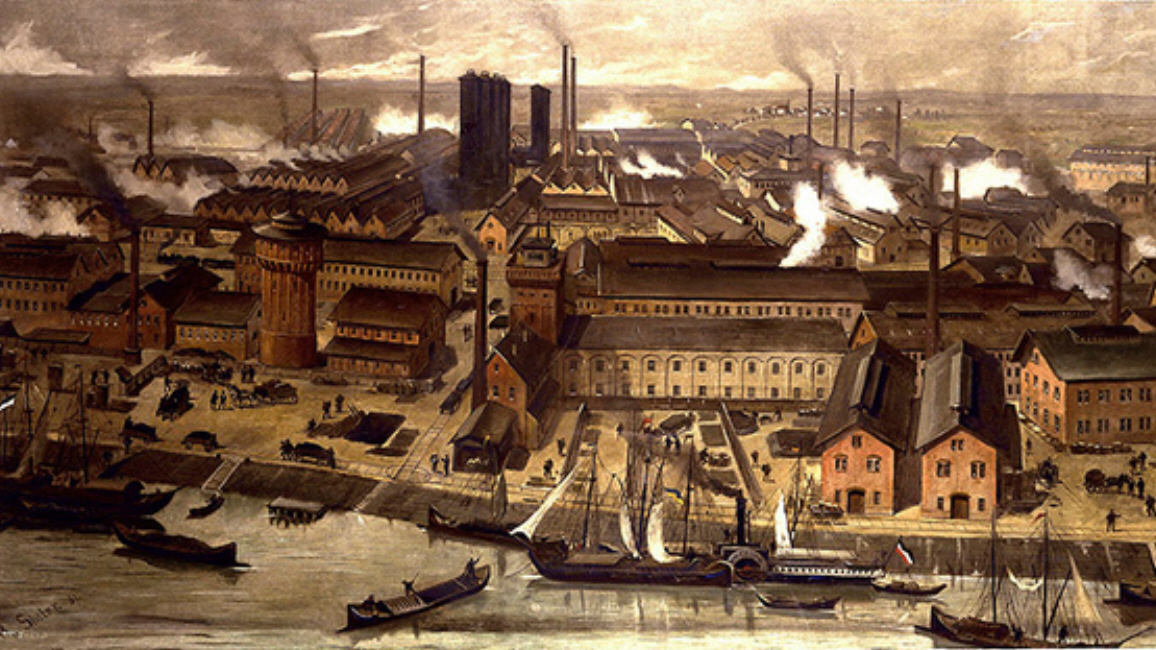
Factoria química BASF, capdavantera del Procés Solvay a Ludwigshafen, Alemanya, 1881.

La Segona Revolució Industrial va ser un període de ràpid desenvolupament industrial, principalment a la Gran Bretanya, Alemanya i els Estats Units, però també a França, Països Baixos, Itàlia i el Japó. Va seguir la Primera Revolució Industrial que va començar a la Gran Bretanya a la fi del segle xviii, que després es va estendre a Europa occidental i posteriorment a l'Amèrica del Nord. Es va caracteritzar per la construcció de ferrocarrils, la producció de ferro i acer a gran escala, l'ús generalitzat de maquinària a la fabricació, l'ús intensiu de vapor, l'ús generalitzat del telègraf, l'ús del petroli i l'inici de l'electrificació. També va ser el període durant el qual es van utilitzar mètodes organitzatius moderns per operar empreses a gran escala a través de grans àrees.
Sota l'efecte de nous progressos tecnològics, de modificacions en les formes d'organitzar el treball i a les noves possibilitats de finançament, la indústria creix fortament i diversifica les seves produccions; fets que van transformar la vida econòmica i van permetre, en el marc d'un mercat mundial, una producció en massa, donant peu a l'era de la màquina.
El concepte va ser introduït per Patrick Geddes, Cities in Evolution (1910), i estava sent utilitzat per economistes com Erick Zimmerman (1951), però l'ús del terme de David Landes en un assaig de 1966 i en The Unbound Prometheus (1972) estandarditzava les definicions acadèmiques del terme, que va ser promogut de manera més intensa per Alfred Chandler (1918–2007). No obstant això, alguns continuen expressant reserves sobre el seu ús.
Landes (2003) destaca la importància de les noves tecnologies, especialment, del motor de combustió interna i del petroli, nous materials i substàncies, inclosos els aliatges i els productes químics, l'electricitat i les tecnologies de la comunicació (com el telègraf, el telèfon i la ràdio). Vaclav Smil ha anomenat el període 1867-1914 "L'era de la sinergia" durant el qual es van desenvolupar la majoria de les grans innovacions, ja que les invencions i les innovacions eren basades en l'enginyeria i les ciències.

## L'avenç industrial

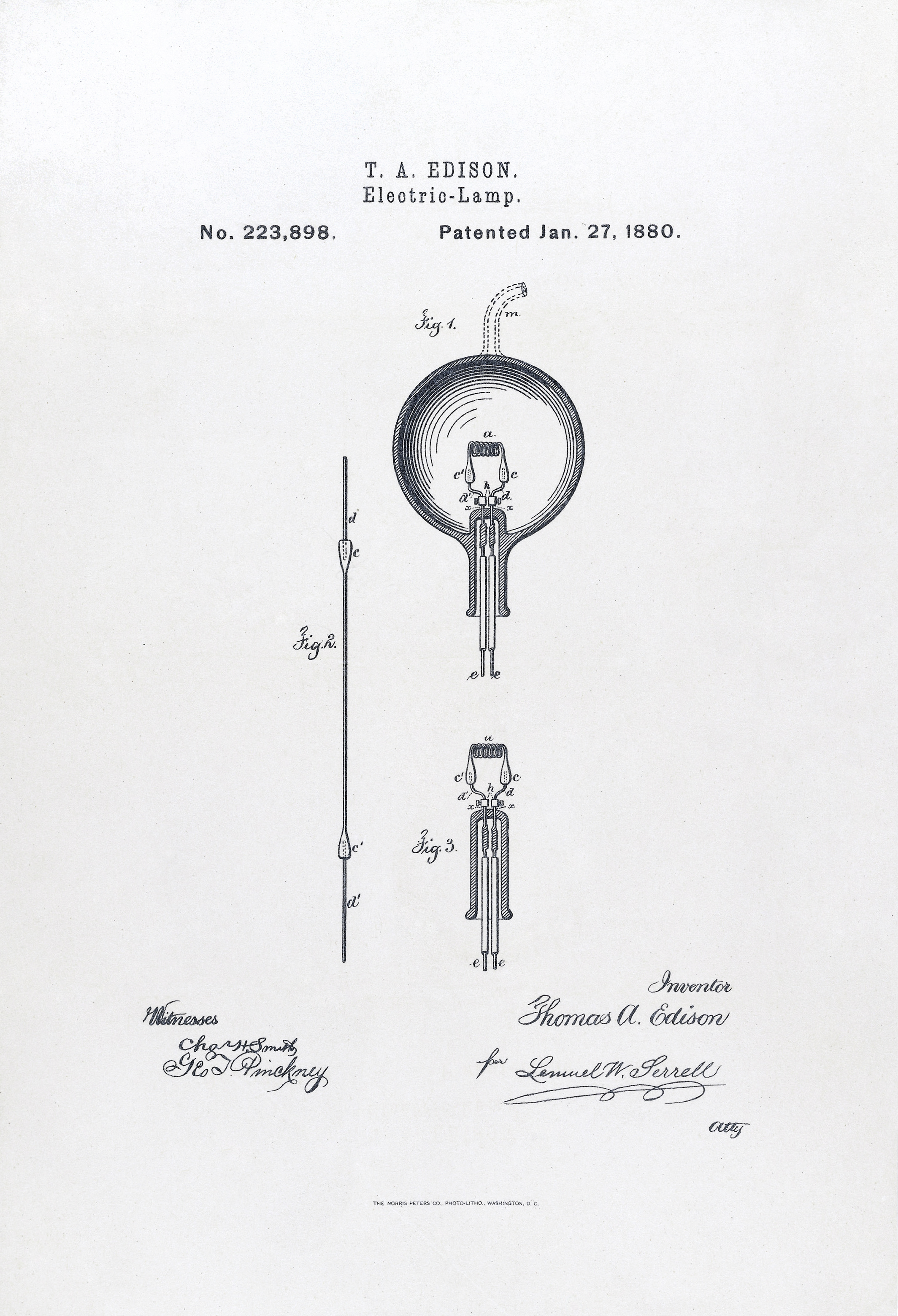
U.S. Patent#223898: Bombeta elèctrica. Publicat el 27 de gener de 1880.

Els invents de la segona meitat del segle xix van ser fruit d'una cooperació més intensa entre la investigació científica i la indústria. Es va perfeccionar, progressivament, el funcionament de les màquines de vapor alimentades amb carbó i es va millorar la producció siderúrgica. Però la segona revolució industrial va néixer de la utilització de noves fonts d'energia: l'electricitat i el petroli. El darrer pilar bàsic de les transformacions tècniques de la darreria del segle xix va ser el sector químic. El procés Solvay de 1863 va fer possible la fabricació massiva de sosa i, amb això, el desenvolupament de les indústries del sabó i del vidre. La investigació en l'àmbit químic va permetre noves aplicacions industrials en colorants, perfums, explosius, medicines… fins a centenars de nous articles. Europa, Estats Units i Japó van reforçar el proteccionisme. Els moviments sindicals van tenir una intensa activitat i hi va haver gran difusió de l'educació i la ciència. La disciplina de l'economia es va professionalitzar es van desenvolupar l'economia neoclàssica i el marginalisme, amb teòrics com Alfred Marshall, Vilfredo Pareto, William Stanley Jevons i Léon Walras.
Pel que fa a l'organització del treball es produeixen canvis significatius: el treball s'automatitza seguint els criteris del taylorisme, que suposava l'eliminació dels gestos considerats inútils i del fordisme que implicava implantació del treball en cadena. Alhora les grans empreses creixien i concentraven un nombre creixent d'obrers.
El creixement industrial exigí la mobilització d'enormes capitals i transformacions financeres i monetàries. Així, l'or es va convertir en el patró del sistema monetari. Però l'increment de la massa monetària es va produir, sobretot, pel desenvolupament dels bitllets de banc, emesos per un banc central a cada Estat, en proporció a les seves reserves en metall i convertibles en or, i l'aparició dels xecs o talons, que van permetre una major mobilitat de capitals.
Apareixen bancs de negocis que treballen amb capitals propis, inverteixen en la indústria i, finalment, l'acaben controlant, car depenia dels seus crèdits. La fusió entre el capital industrial i el bancari va donar pas a un nou tipus de capitalisme; el capitalisme financer o monopolista. La lliure competència entre capitalista va cedint el pas al predomini dels grans grups financers. D'una etapa de competència passa a una de concentració. Apareixen grans corporacions que controlen sectors importants de la producció o de la distribució com el trust, el càrtel, el monopoli i el holding.
Finalment, les grans empreses, de titularitat individual o familiar, es transformen en societats anònimes, on el poder pertany als principals accionistes, i els accionistes majoritaris constitueixen els consells d'administració.

## Conseqüències polítiques i socials[calcitació]

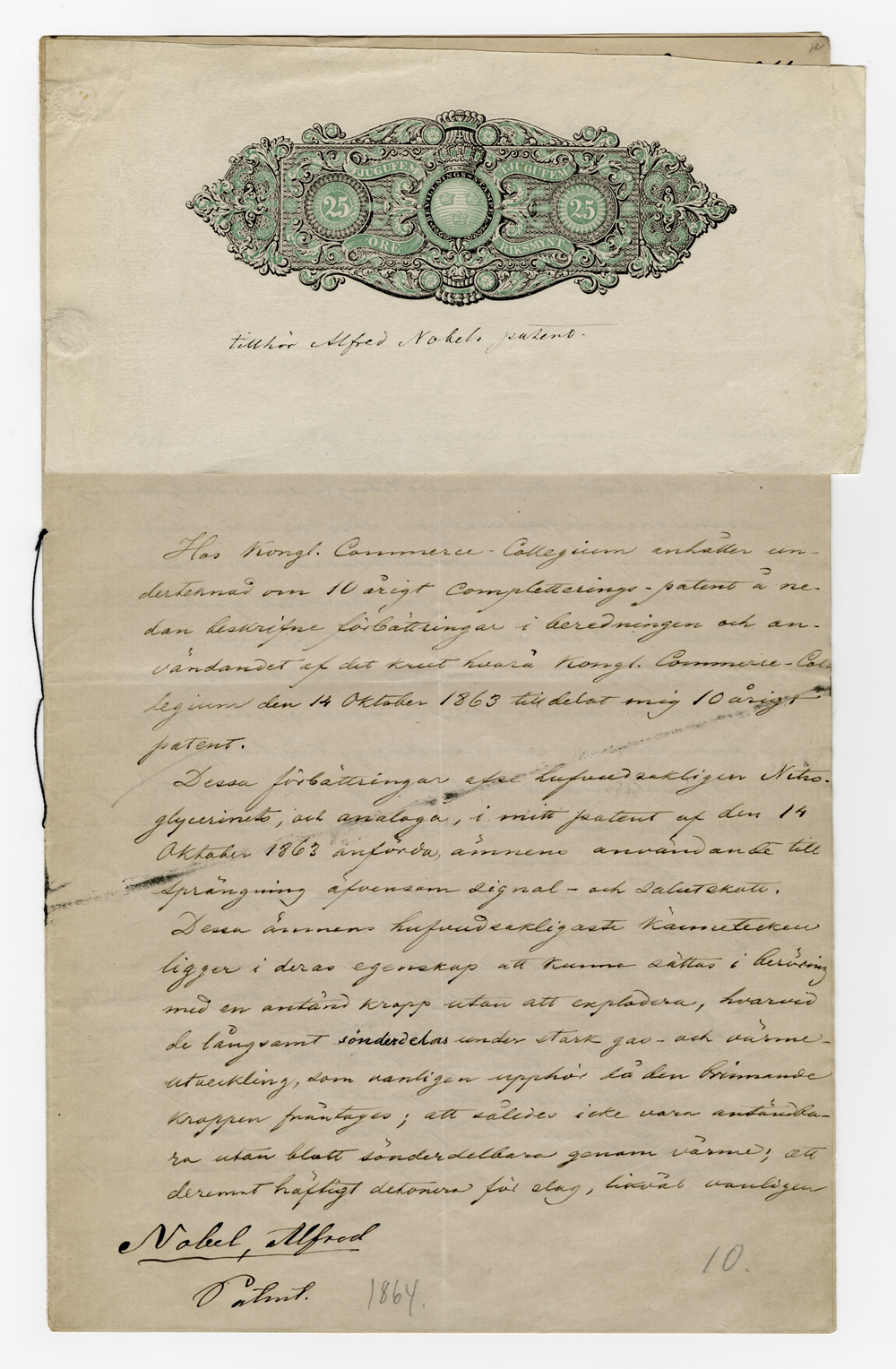
Patent d'Alfred Nobel sobre la nitroglicerina (1864).

Els avenços industrials van plantejar nous problemes: el repartiment del món, amb la fita de repartir-se els mercats, les fonts de primeres matèries i les zones d'inversió de capitals. Aquesta cursa per la conquesta i el domini del món van donar pas al primer gran conflicte bèl·lic del segle xx: la Primera Guerra Mundial.
Per altra banda, els avenços mèdics i sanitaris van fer que la població europea es dupliqués al llarg del segle (de 200 a 400 milions d'habitants). Però, sobretot, va sorgir una nova civilització urbana i industrial: les ciutats creixien, alhora que apareixia una nova classe mitjana, formada per comerciants, funcionaris professionals i treballadors dels sectors de serveis (bancs, finances, transports, oficines). L'estructura urbana adquiria un nou aspecte gràcies als tramvies, als ferrocarrils subterranis i als grans edificis.
El treball al camp va deixar de ser l'activitat econòmica primordial dels éssers humans europeus. El treball es va especialitzar i es va mecanitzar, i molts pagesos van iniciar l'èxode del camp a la ciutat, Amèrica o altres continents. L'agricultura es va internacionalitzar; i la generalització dels intercanvis i de l'explotació de noves àrees del món va permetre més recursos i una baixada generalitzada dels preus.
Els canvis demogràfics i agrícoles van ser la causa, al mateix temps que en patien també les conseqüències, de les transformacions en els sectors industrials i en el tipus de capitalisme.